# Космос-367
Космос-367 је један од преко 2400 совјетских вјештачких сателита лансираних у оквиру програма Космос.
Космос-367 је лансиран са космодрома Тјуратам, Бајконур, СССР, 3. октобра 1970. Ракета-носач је поставила сателит у орбиту око планете Земље. 